# La dimora del male
La dimora del male (The Banishing) è un film horror del 2020 diretto da Christopher Smith.

## Trama
Nel 1938, nel villaggio inglese di Morley Hall, il pastore protestante Linus Forster va a vivere con la moglie Marianne e la figlioletta Adelaide in una casa infestata dove tre anni prima un altro pastore protestante è morto insieme alla moglie in circostanze misteriose. Linus non conosce questo antecedente ma un occultista del luogo, Harry Reed, lo informa e gli spiega che la casa è stata costruita sulle fondamenta di un monastero dove venivano compiuti interrogatori e torture, e che quindi l'abitazione è maledetta, tuttavia il vescovo Malachi, che ha mandato il pastore a vivere lì, cerca di nascondere il pericolo.

## Distribuzione
La pellicola è stata presentata in prima mondiale al Festival del Cinema di Sitges il 12 ottobre 2020.
In Italia è stata pubblicata su varie piattaforme streaming dall'8 giugno 2024 con doppiaggio italiano.